# La Granja, Guanajuato
La Granja är en ort i Mexiko.   Den ligger i kommunen Acámbaro och delstaten Guanajuato, i den centrala delen av landet, 180 km väster om huvudstaden Mexico City. La Granja ligger 1 879 meter över havet och antalet invånare är 132.
Terrängen runt La Granja är platt åt nordväst, men åt sydost är den kuperad. Runt La Granja är det ganska tätbefolkat, med 144 invånare per kvadratkilometer. Närmaste större samhälle är Acámbaro, 6,2 km söder om La Granja. Trakten runt La Granja består till största delen av jordbruksmark.